# چطوری میشه یه بانک زد (فیلم ۲۰۲۶)
چطوری میشه یه بانک زد (به انگلیسی: How to Rob a Bank) یک فیلم اکشن، جنایی و دلهره‌آور آمریکایی در سبک فیلم سرقت آماده اکران به کارگردانی دیوید لیچ است که در حال حاضر تحت نظر کمپانی آمازون ام‌جی‌ام استودیوز در حال تولید است. این فیلم قرار است در ۴ سپتامبر ۲۰۲۶ اکران شود. بازیگرانی چون؛ نیکلاس هولت، زوئی کراویتز، آنا ساوایی، پیت دیویدسون، رنزی فلیز، مایکل گاندولفینی و جان سی ریلی در این فیلم ایفای نقش می‌کنند.

## خلاصه داستان
گروهی از سارقان بانک از رسانه‌های اجتماعی برای مستندسازی سرقت‌هایی که انجام داده‌اند استفاده می‌کنند و این امر منجر به تعقیب آنها توسط پلیس شده است.

## ساخت
فیلمبرداری در ژوئن ۲۰۲۵ در پیتسبرگ آغاز شد.